# Daniel Boone
Daniel Boone, (2. november 1734 i Birdsboro, Pennsylvania – 26. september 1820), var en amerikansk pioner og nybygger. 
Boone var leder af en patrulje, der i 1775 skulle finde vej gennem Cumberland Gap i Appalacherne fra det østlige Virginia til Kentucky og banede således vej for den første migration af nybyggere vest om denne bjergkæde. 
Boone blev tilfangetaget af indianere og blev adopteret som en søn af Shawnee-høvdingen Blackfish, inden han senere vendte tilbage til bosættelserne i Kentucky.

## Billedgalleri
- Daniel Boone leder nybyggere gennem Cumberland Gap. Historisk maleri.
- Daniel Boones datter føres bort af indianere. Historik maleri.
- Daniel Boone ca 1820.